# Juul
Juul («джул») — американский бренд электронных систем доставки никотина, присутствующий на рынках США, Канады, Великобритании, Израиля, России, Украины. Производитель — компания Juul Labs. Компания считается одним из крупнейших мировых производителей систем доставки никотина. Juul — наиболее популярный бренд электронных сигарет в США: в сентябре 2018 года рыночные исследования зафиксировали охват свыше 70 % соответствующего рынка этой страны. Компанией частично владеет американский табачный холдинг Altria, частью которого является также крупный производитель табачной продукции Philip Morris. Рыночные аналитики указывают, что товары Juul по внешнему виду отличаются от аналогов тем, что напоминают компьютерные USB-накопители. При производстве жидкости для систем Juul используется собственная патентованная формула на основе солевого никотина.

## История
Первую модель электронных сигарет Juul создала компания PAX Labs в 2015 году. В 2017 году из состава PAX Labs выделили Juul Labs. Основатели — Адам Боуэн (Adam Bowen) и Джеймс Монзис (James Monsees), бывшие курильщики сигарет. Они вместе изучали в Стэнфордском университете промышленный дизайн и на выпускном курсе создали компанию Pax, в которой разработали устройство Ploom. В настоящее время Боуэн работает в Juul Labs главным технологом, а Монзис директором по качеству продуктов.

## Устройства
Juul относится к электронным сигаретам, жидкость для которых производится с использованием формулы на основе солевого никотина. В 2015 году компания получила американский патент на свой способ получения солей никотина. Заявляется, что данная технология позволяет создать ощущения, наиболее приближенные к курению обычных сигарет в сравнении с электронными сигаретами других производителей. Каждый картридж, называемый Juul pod, содержит количество никотина, примерно соответствующее пачке сигарет и позволяющий сделать около 200 затяжек. В США картридж содержит 59 мг/мл никотина, в Евросоюзе это количество снижено до 20 мг/мл, что существенно больше, чем обычно у других производителей. В августе 2018 года Juul выпустила картриджи двух вкусов (мята и табак Вирджиния) с содержанием никотина 35 мг/мл. Каждый картридж содержит пропиленгликоль, глицерин растительного происхождения, ароматизаторы и соли никотина. Устройства Juul выглядят похожими на компьютерные USB-накопители («флешки») и заряжаются посредством USB-входа.
Рецензент Бен Рэддинг (Ben Radding) из журнала Men’s Fitness назвал устройства Juul «айфонами в мире электронных сигарет», но уточнил, что к ним «надо привыкать». Сравнение с айфонами сделали и многие другие обозреватели.

## Расследование FDA
Американское Управление по санитарному надзору за качеством пищевых продуктов и медикаментов (FDA) в апреле 2018 года запросило от Juul документы, необходимые для того, чтобы «лучше понять информацию» о выявленном «повышенном уровне потребления» данной продукции среди молодёжи. Среди документов — данные о производстве и маркетинге, исследования относительно безопасности продукта, а также информацию о том, что некоторые особенности дизайна устройства могут привлекать молодежную аудиторию. В ответ на это Juul Labs в официальном пресс-релизе сообщила, что будет сотрудничать с FDA и намеревается потратить 30 млн долл. на кампанию по предотвращению использования своих устройств молодёжью. Также компания собралась повысить требования к минимальному возрасту потребителей с 18 до 21 года. Исполнительный директор Juul Labs Кевин Бёрнс (Kevin Burns) в связи с этим заявил: «Мы не хотим, чтобы молодёжь, а также некурящие взрослые, пользовались нашими продуктами».
В сентябре 2018 года FDA направило письма в Juul и к производителям четырёх других крупнейших брендов электронных сигарет в США — R.J. Reynolds (Vuse), Altria (MarkTen), Imperial Brands (Blu eCigs) и Japan Tobacco International (Logic), — дав им 60 дней на разъяснения по поводу того, как они планируют справляться с повышенными объёмами потребления своих продуктов среди молодёжи. Juul ответила, что намерена сотрудничать с FDA и сообщила о планах контролировать ритейлеров на предмет соблюдения возрастных ограничений, в том числе в сфере рекламы. В частности, компания заявила о требовании убрать 5500 записей в Инстаграме, 144 записей в Facebook Marketplace, 33 записи на Amazon'е. В результате платформа Instagram ликвидировала 4562 из 5500 записей, Facebook Marketplace ликвидировала 45, а Amazon — 13. В апреле 2018 года, как написала газета The New York Times, организация Truth Initiative провела исследование, которое показало, что 89 % подросткам из фокус-группы удалось купить устройства Juul в Интернете. Представитель FDA доктор Скотт Готлиб (Scott Gottlieb), по данным той же газеты, заявил, что ограничительные действия Juul «не возымели предполагаемого эффекта, иначе бы я не наблюдал той статистики, что вижу сейчас». 13 ноября 2018 года, через 60 дней после появления писем FDA, Juul объявила, что до устранения проблем изымает из розничной продажи свои картриджи с ароматами манго, фруктов, сливок и огурца, при этом компания продолжила продавать картриджи с этими вкусами через интернет, где есть двойной контроль возраста покупателя (при заказе и получении товара). Продажа картриджей с ароматами табака, мяты и ментола в рознице сохранилась. Компания прокомментировала, что продажа остальных ароматов может быть возобновлена для тех ритейлеров, которые внедрят технологии проверки возраста покупателей. Кроме того, компания пообещала закрыть свои страницы в Facebook'е и Instagram'е для посетителей из США.

## Позиции на рынке
В октябре 2018 года исследовательская компания Nielsen зафиксировала, что Juul заняла 70-процентную долю рынка электронных сигарет в США. С апреля 2018 года рост составил 10 %. Данные самой Juul от августа 2018 г. указывают, что 90 % их изделий продаются через магазины. Juul внедряет стратегию международных продаж.
Агентство Dow Jones VentureSource в июле 2018 г. поставило Juul на шестое место в списке самых дорогих стартапов в США. Её опередили такие проекты, как Uber Technologies Inc. и Airbnb Inc.. Выручка Juul за 2018 год превысила 1 миллиард долларов. В 2017 году она оценивалась примерно в 245 миллионов долларов.
В мае 2018 г. начались продажи в Израиле. В июле того же года объявлено начало работы в Великобритании — для этой страны компания немного изменила названия продуктов и доли содержания никотина для соответствия местным нормам (20 мг/мл). В августе Juul вышла на рынок в Канаде, начав онлайн-продажи раньше, чем в обычных магазинах. В октябре 2018 г. компания вышла на рынок России.

## Маркетинг
Компанию Juul критикуют за нацеленность на молодёжную аудиторию. Juul в ответ заявляет, что обращается ко взрослой аудитории, желающей бросить курить сигареты. Утверждается, что прямоугольный дизайн устройства помогает не напоминать потребителям о форме обычных сигарет. В течение 2018 года Juul проводила политику отхода от направленности на молодёжь и стремилась к направленности в рекламе на людей старше 35 лет. Из рекламных кампаний в соцсетях были убраны модели, «молодёжные» аккаунты в соцсетях были закрыты, в том числе промо-аккаунт @Doit4JUUL, который пользовался особой популярностью (был популярнее «основного»). В рекламу и на упаковки были добавлены слова «альтернатива для взрослых курильщиков». В январе 2019 года Juul анонсировала рекламную кампанию на ТВ и радио стоимостью 10 млн долл.: в ней сделан акцент на взрослых курильщиков, а устройства позиционируются как товары для бросающих обычное курение.